# Улица Сабира
Улица Сабира (азерб. Sabir küçəsi) — улица в Баку, в историческом районе Ичери-шехер (Старый город), объекте всемирного наследия (№ 958 в списке).

## История
Современное название в честь Мирзы Алекпера Сабира (1862—1911) — одного из наиболее видных азербайджанских поэтов начала XX века.
До 1939 года — Соборная, поскольку начиналась у русской Никольской церкви (собора). Церковь была снесена в 1932 году, ныне на этом месте здание БАГЭС

## Застройка

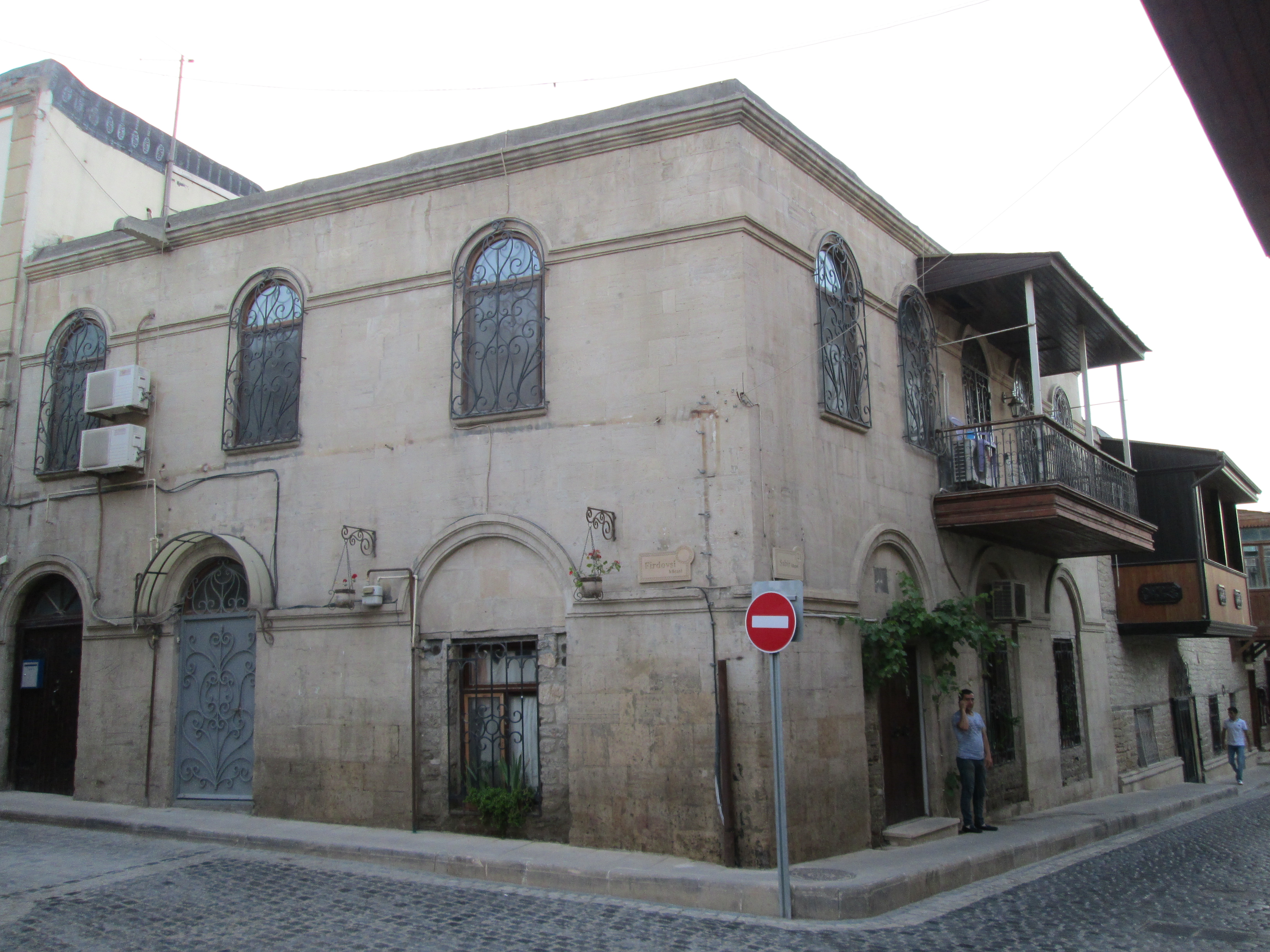
Угол улиц Фирдоуси и Сабира. Место съёмок фильма «Бриллиантовая рука»
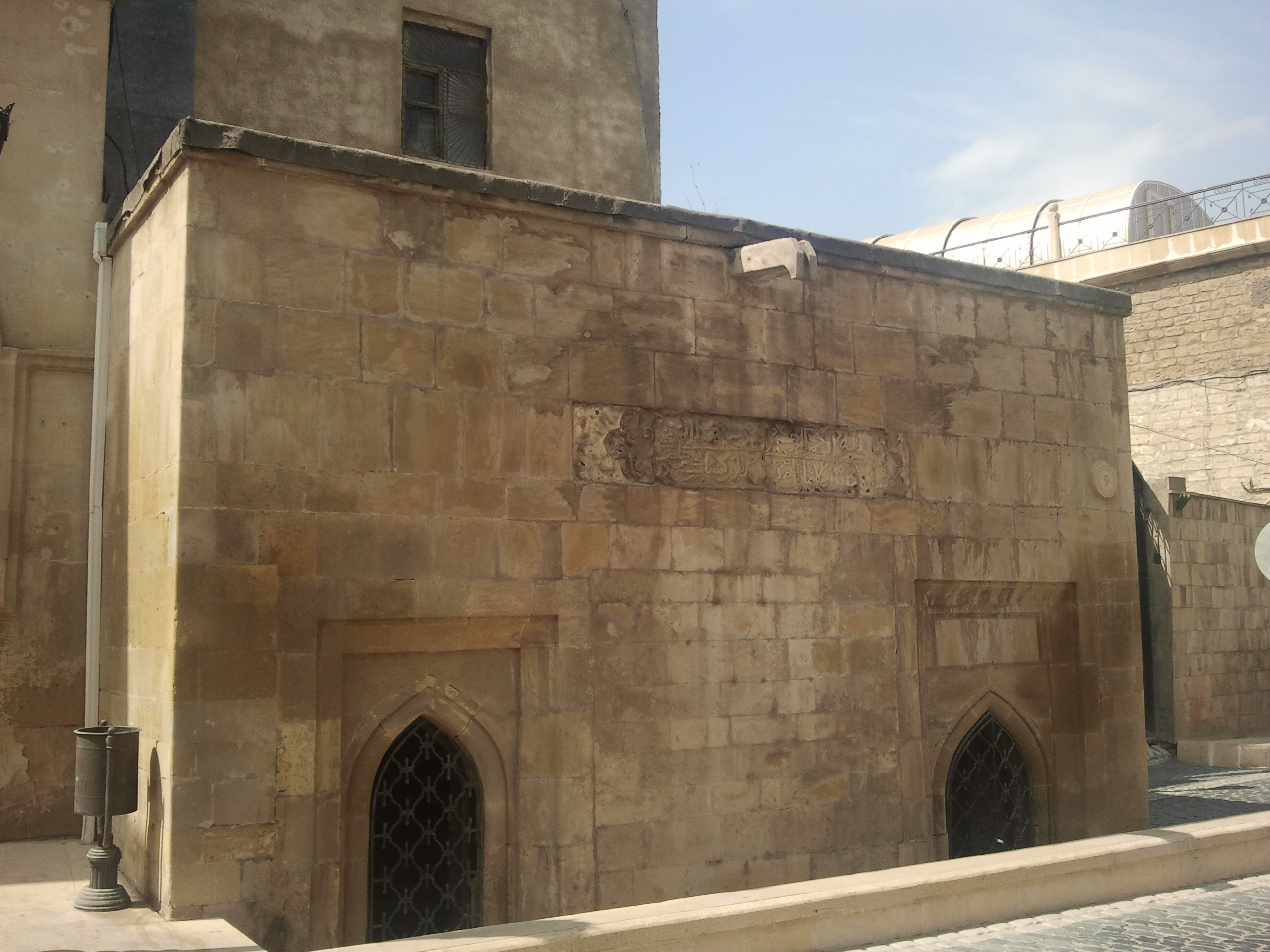
мечеть Молла Ахмед
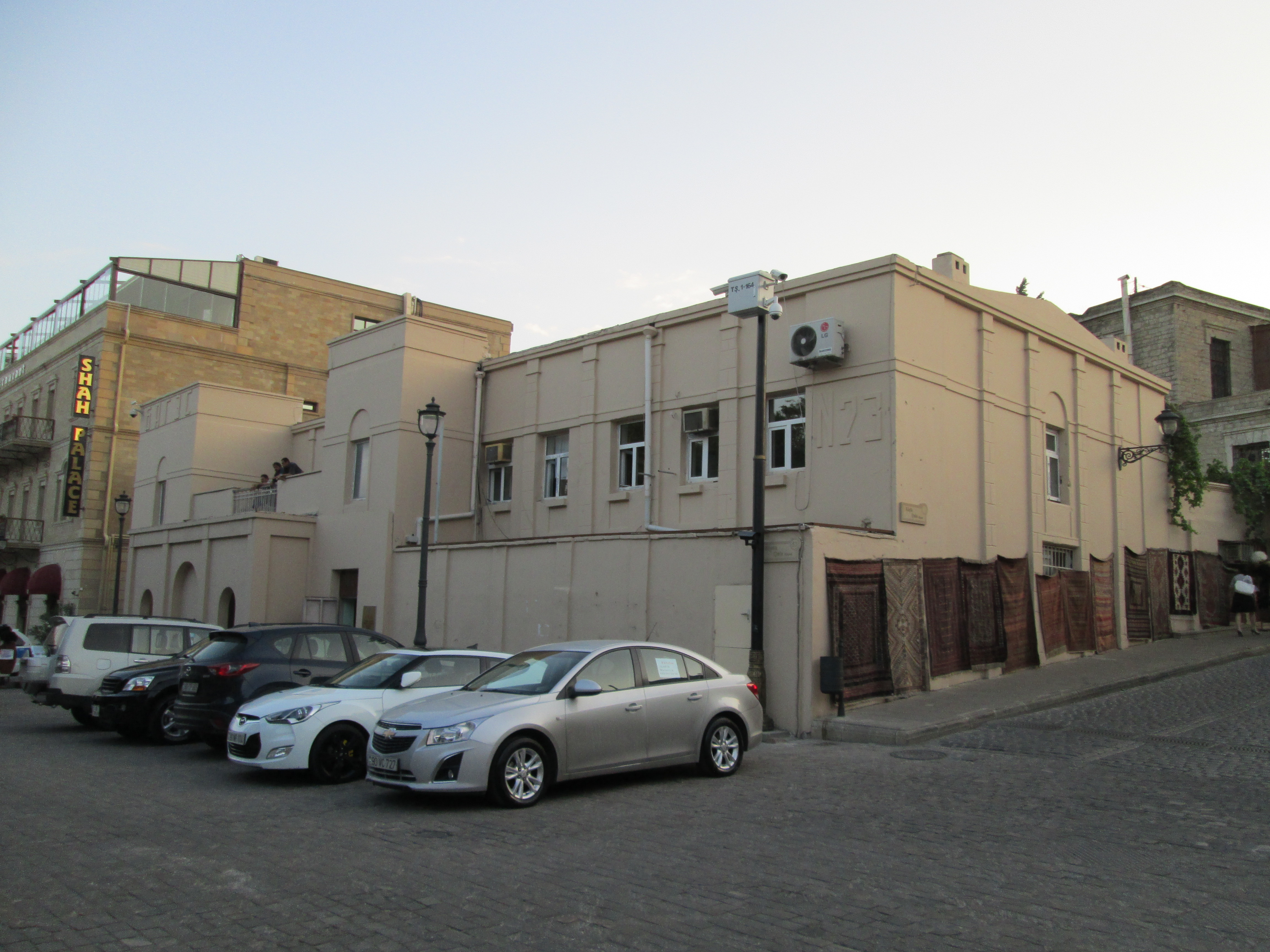
здание БАГЭС

д. 7 — Бакинское бюро путешествий и развлечений (1700, перестроен в 1899, архитектор К. Скуревич)
д. 9 — мечеть Молла Ахмед (начало XIV века)

## Улица в кинематографе
На улице снимался ряд эпизодов фильма «Бриллиантовая рука» (женщина легкого поведения пристаёт к Горбункову и Козодоеву)